# Cantone di Alès-Nord-Est
Il Cantone di Alès-Nord-Est era una divisione amministrativa dell'arrondissement di Alès.
A seguito della riforma approvata con decreto del 24 febbraio 2014, che ha avuto attuazione dopo le elezioni dipartimentali del 2015, è stato soppresso.

## Composizione
Comprendeva parte della città di Alès e i comuni di:
- Rousson
- Saint-Julien-les-Rosiers
- Saint-Martin-de-Valgalgues